# San Juan de Atotonilco
San Juan de Atotonilco är en ort i Mexiko.   Den ligger i kommunen Balleza och delstaten Chihuahua, i den nordvästra delen av landet, 1 100 km nordväst om huvudstaden Mexico City. San Juan de Atotonilco ligger 1 598 meter över havet och antalet invånare är 182.
Terrängen runt San Juan de Atotonilco är kuperad österut, men västerut är den platt. San Juan de Atotonilco ligger nere i en dal. Runt San Juan de Atotonilco är det mycket glesbefolkat, med 4 invånare per kvadratkilometer. Närmaste större samhälle är Mariano Balleza, 8,8 km norr om San Juan de Atotonilco. Omgivningarna runt San Juan de Atotonilco är i huvudsak ett öppet busklandskap.